# Sông Đồng Cái Xương
Sông Đồng Cái Xương là một con sông nhỏ tại Quảng Ninh. Sông nằm giữa huyện Đầm Hà và huyện Tiên Yên. 
Sông bắt nguồn từ một ngọn núi ở Tiên Yên rồi chảy ra biển. Phù sa của sông Đồng Cái Xương và sông Đầm Hà bồi đắp nên đồng bằng nhỏ ven biển ở huyện Đầm Hà. Đoạn chảy ra biển, lòng sông rộng dần.
Giống như các con sông khác tại tỉnh Quảng Ninh, độ dốc của sông Đồng Cái Xương khá lớn, thường có lũ lớn.